# Église Saint-Firmin d'Hocquincourt
L'église Saint-Firmin d'Hocquincourt est située dans le hameau d'Hocquincourt, sur le territoire de la commune d'Hallencourt, dans l'ouest du département de la Somme.

## Historique
L'église Saint-Firmin d'Hocquincourt a été construite aux XVe et XVIe siècles.

## Caractéristiques
Les voûtes du chœur sont décorées de clefs pendant typique du style Renaissance. L'église conserve une statue en bois de sainte Catherine des XVe – XVIe siècles, classée monument historique au titre d'objet par arrêté du 23 mars 1942.

Extérieur de l'église
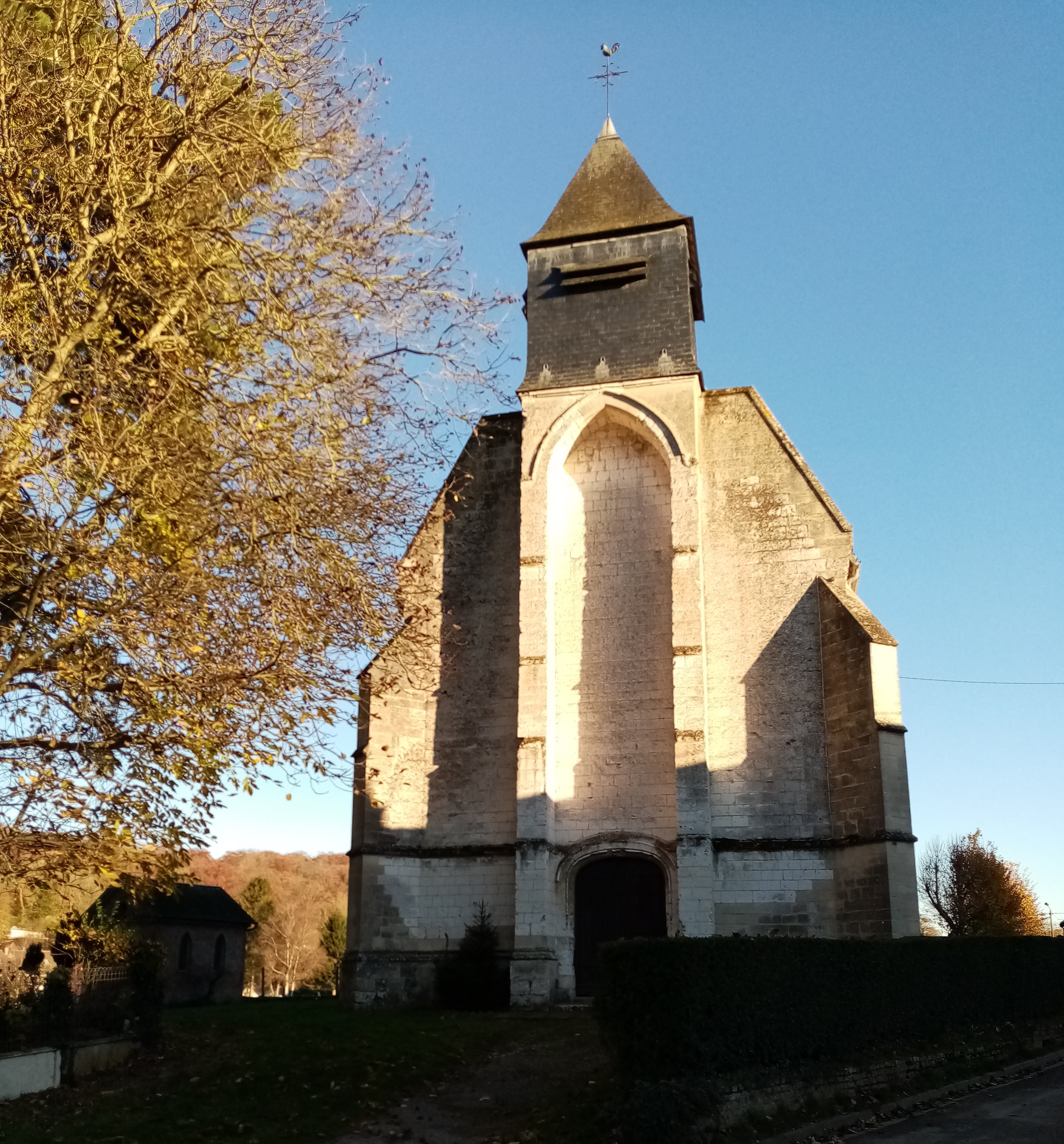
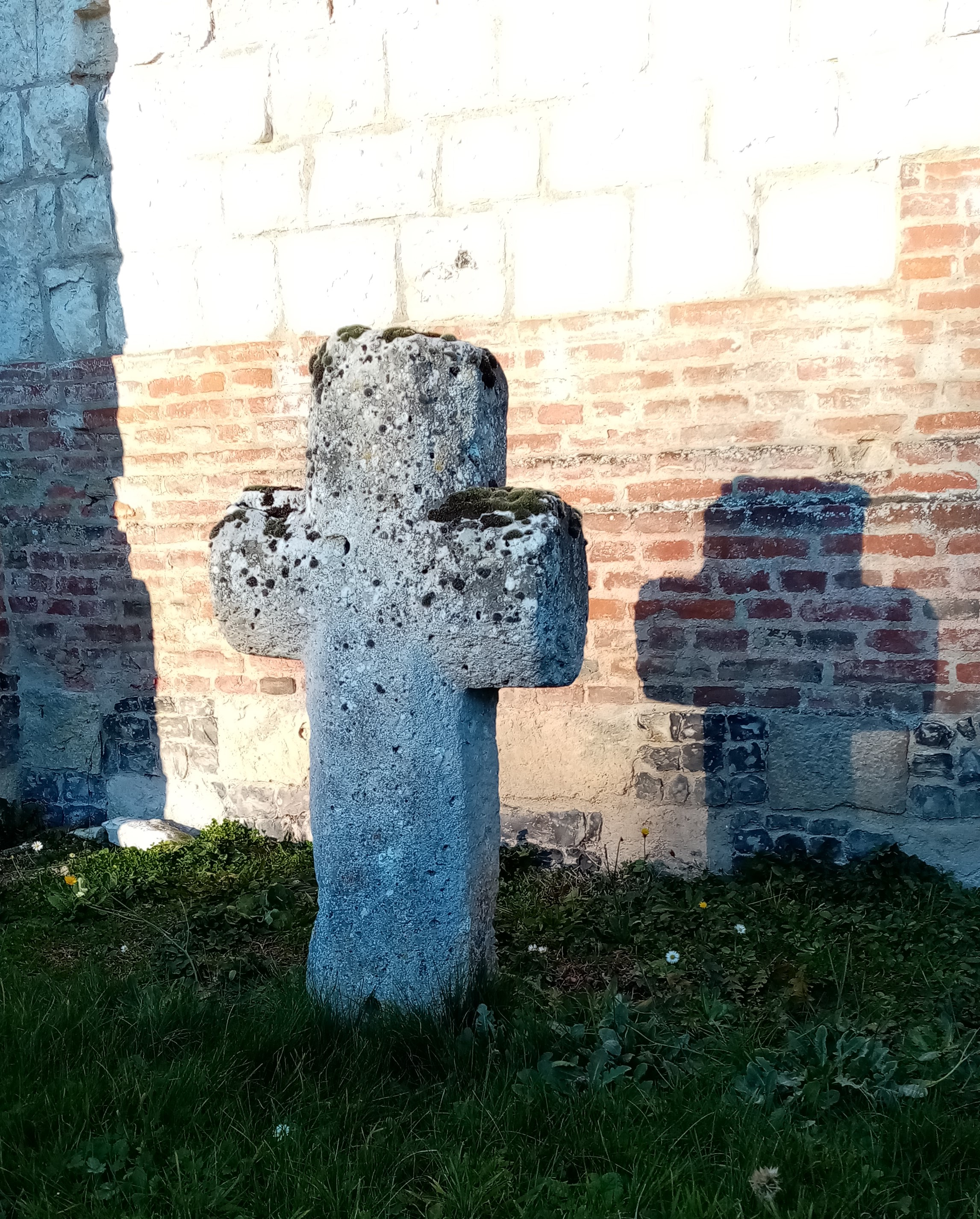
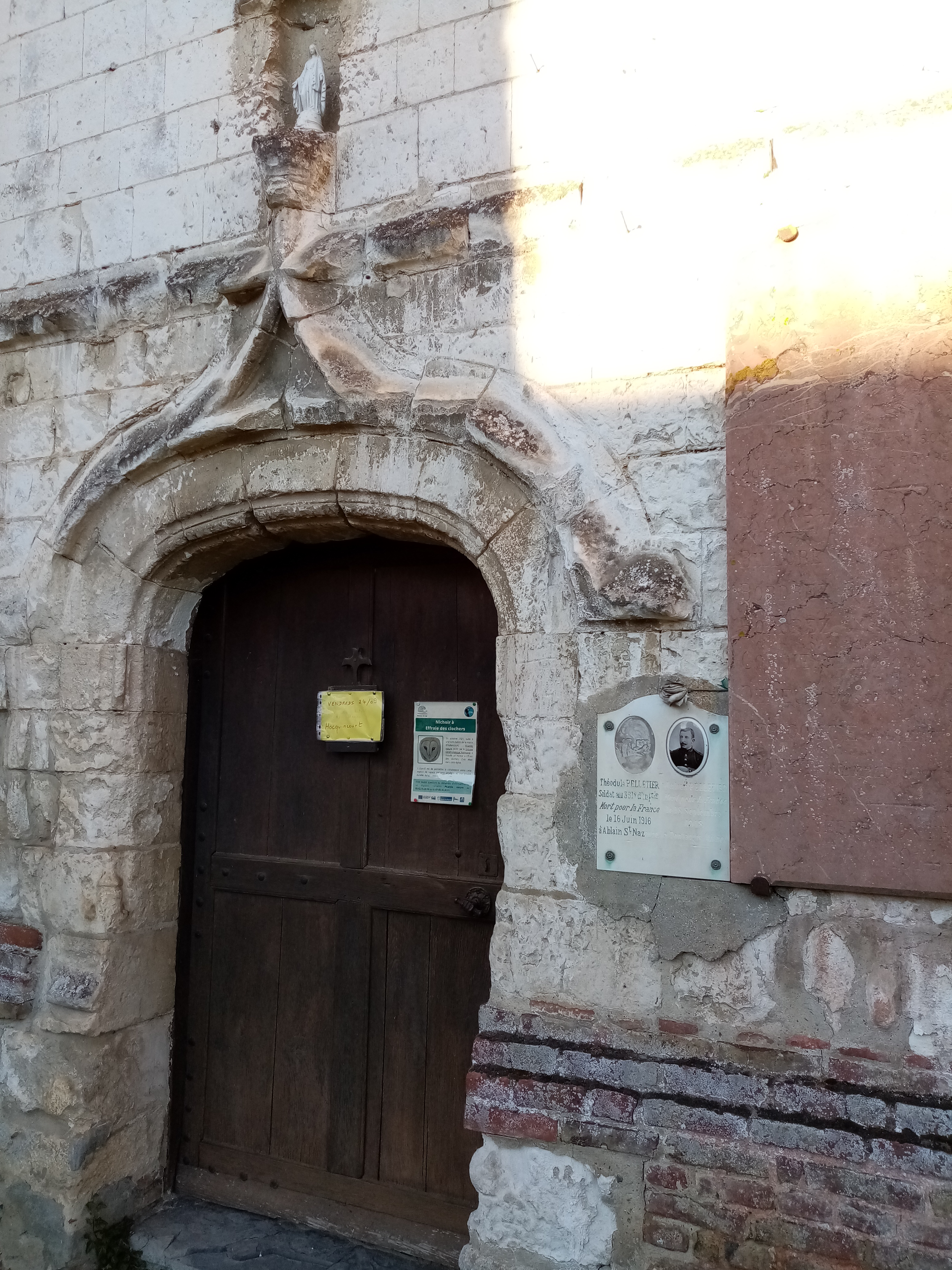
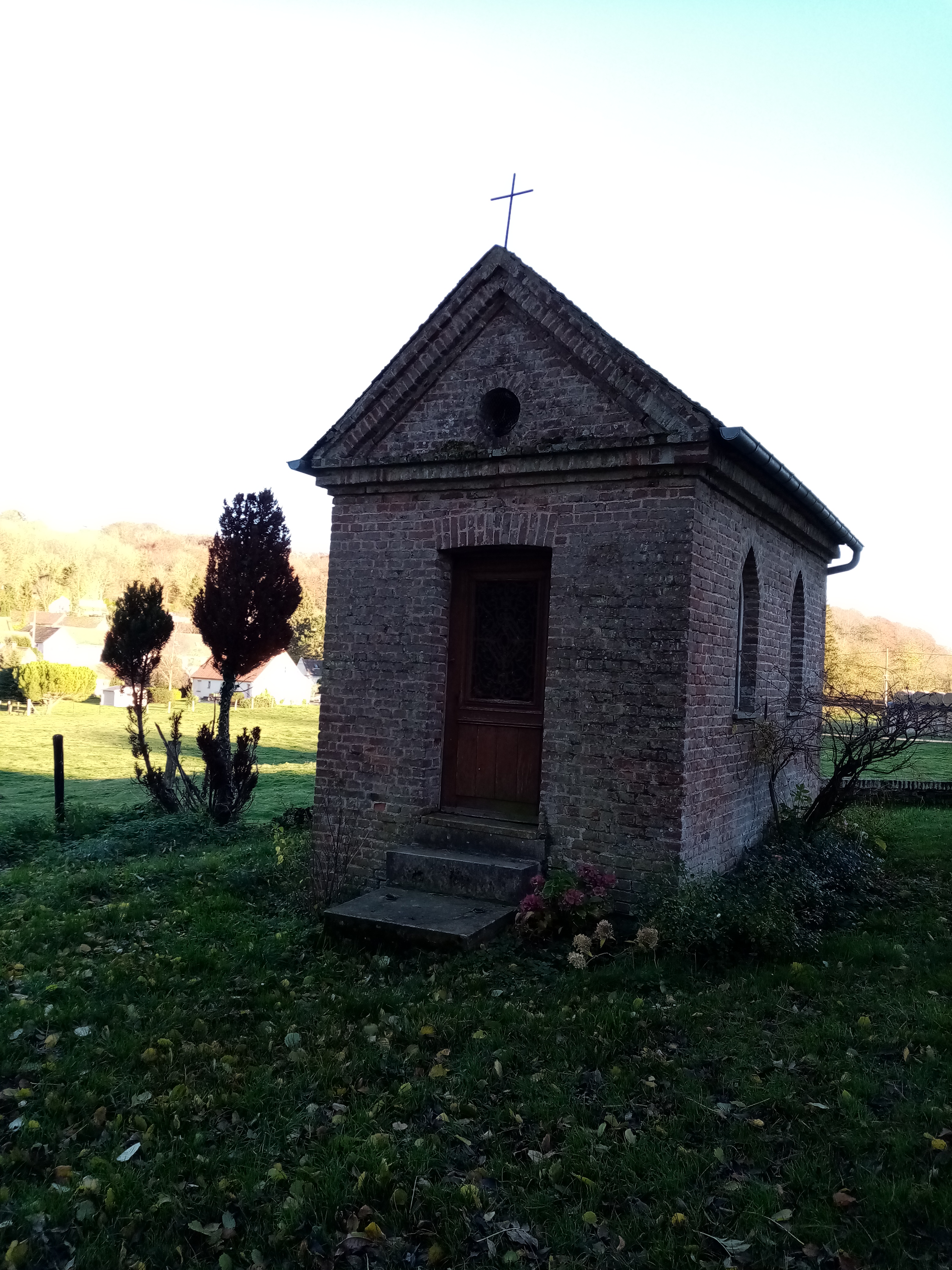